# Sara Blakely
Sara Treleaven Blakely (Clearwater, Florida; 27 de febrero de 1971) es una empresaria y filántropa estadounidense, fundadora de Spanx, una empresa estadounidense de pantalones y mallas, fundada en Atlanta. En 2012, Blakely fue incluida en la lista anual "Time 100", de la revista Time, de las 100 personas más influyentes del mundo. Forbes la catalogó como la 93.º mujer más poderosa del mundo.

## Infancia
Blakely nació el 27 de febrero de 1971 en Clearwater, Florida. Es hija de Ellen (de soltera Ford), artista, y del abogado litigante, John Blakely.   Tiene un hermano, el artista Ford Blakely. Asistió a Clearwater High School y se graduó de la Universidad Estatal de Florida con un título en comunicación, allí fue miembro de la hermandad de mujeres Delta Delta Delta.

## Carrera
Aunque inicialmente planeaba convertirse en abogada, lo reconsideró después de obtener una puntuación muy baja en el examen de admisión a la facultad de derecho; en cambio, aceptó un trabajo en Walt Disney World Resort en Orlando, Florida, donde trabajó durante tres meses. También trabajó ocasionalmente como comediante durante este período. 
Después de su breve paso por Disney, Blakely aceptó un trabajo en la empresa de suministros de oficina Danka, donde vendía faxes de puerta en puerta. Tuvo bastante éxito en ventas y fue ascendida a instructora de ventas nacional a la edad de 25 años.  Obligada a usar pantimedias en el cálido clima de Florida para su trabajo de vendedora, a Blakely no le gustó la apariencia del pie con costuras mientras usaba zapatos abiertos, pero le gustó la forma en que la que se disimulaba la marca de la ropa interior y también cómo hacía que su cuerpo pareciera más firme. Para asistir a una fiesta privada, experimentó cortándose los pies de las pantimedias mientras las usaba debajo de un nuevo par de pantalones y descubrió que las pantimedias se subían continuamente por las piernas, pero también logró el resultado deseado. A los 27 años, Blakely se mudó a Atlanta, Georgia, y mientras aún trabajaba en Danka, pasó los siguientes dos años investigando y desarrollando su idea de calcetería y ahorrando. 
Blakely fue hasta Carolina del Norte, la ubicación de la mayoría de las fábricas de calcetería de Estados Unidos, para presentar su idea. Todos los representantes la rechazaron; estas empresas estaban acostumbradas a tratar con empresas establecidas y no veían el valor de su idea. Dos semanas después de llegar a casa después de su viaje a Carolina del Norte, Blakely recibió una llamada de un hombre que se ofreció a apoyar el concepto de Blakely, ya que había recibido un gran aliento de sus tres hijas. Blakely explicó además en 2011, que la experiencia de desarrollar su idea también le reveló que la industria de fabricación de calcetería estaba supervisada únicamente por hombres que no estaban usando los productos que estaban produciendo.
La creación del prototipo del producto se completó en el transcurso de un año.[cita requerida]
Luego, Blakely contactó con un abogado de patentes para finalizar su solicitud antes de presentarla a la Oficina de Patentes y Marcas de Estados Unidos (USPTO) y él accedió a ayudarla por una suma de 750 dólares estadounidenses. Después de la presentación de la solicitud en línea, trabajó en el empaque de su producto.[cita requerida] Blakely utilizó su tarjeta de crédito para comprar la marca "Spanx" en el sitio web de la USPTO por 150 dólares.
Logró concertar una reunión con un representante del Grupo Neiman Marcus, en la que mostró el producto para demostrar los beneficios de su innovación. El producto de Blakely se vendió en siete tiendas Neiman Marcus como resultado de la reunión; pronto le siguieron Bloomingdale's, Saks Fifth Avenue y Bergdorf Goodman. Blakely envió una canasta de productos al programa de televisión de Oprah Winfrey, con una tarjeta de regalo que explicaba lo que estaba intentando desarrollar. 
Inicialmente, Blakely manejó todos los aspectos del negocio, incluido el marketing, la logística y el posicionamiento del producto, prefiriendo la ubicación de Spanx junto a los zapatos en los puntos de venta minorista, en lugar de en las secciones de calcetería; sin embargo, su novio en ese momento, un consultor de atención médica, renunció a su trabajo y se unió a la dirección del naciente negocio. Blakely se estaba poniendo en contacto con amigos y conocidos, incluidos los de su pasado, y les pedía que buscaran sus productos en tiendas departamentales seleccionadas, a cambio de un cheque que les enviaría por correo como muestra de agradecimiento. 
En noviembre de 2000, Winfrey nombró a Spanx como "cosa favorita", lo que provocó un aumento significativo de la popularidad y las ventas, así como la renuncia de Blakely a Danka. Spanx logró US $ 4 millones en ventas en su primer año y US $ 10 millones en ventas en su segundo año.  En 2001, Blakely firmó un contrato con QVC, el canal de compras desde el hogar. 
En 2012, Blakely apareció en la portada de la revista Forbes por ser la multimillonaria más joven del mundo.
En octubre de 2013, Blakely explicó que su ambición es diseñar el zapato de tacón alto más cómodo del mundo antes de jubilarse. Forbes la catalogó como la 93.º mujer más poderosa del mundo.
Desde 2015, es copropietaria del equipo de baloncesto Atlanta Hawks, junto con el multimillonario Tony Ressler.

## Atlanta Hawks
En 2015, Blakely y su esposo Jesse Itzler fueron parte de un grupo liderado por Tony Ressler, que compró los Atlanta Hawks por US $ 850 millones.

## Televisión
En 2005, Blakely alcanzó el segundo lugar como concursante en The Rebel Billionaire, una serie de telerrealidad que le presentó a Richard Branson, quien más tarde apoyó a Blakely en sus esfuerzos como emprendedora y filántropa. Posteriormente fue uno de los jueces en la serie de televisión de ABC, American Inventor, junto a George Foreman, Pat Croce y Peter Jones.
Fue inversionista invitada en varios episodios de las temporadas 9 y 10 de Shark Tank.
También apareció en un breve cameo, como ella misma, en "Elmsley Court", episodio 12 de la temporada 3 de Billions.

## Filantropía
En 2006, Blakely lanzó la Fundación Sara Blakely para ayudar a las mujeres a través de la educación y la formación empresarial. Richard Branson actuó como mentor de Blakely y, al final de The Rebel Billionaire, sorprendió a Blakely con un cheque de 750.000 dólares para iniciar la Fundación.
Desde su lanzamiento, la Fundación Sara Blakely ha financiado becas para mujeres jóvenes en el Community and Individual Development Association City Campus en Sudáfrica, y Blakely apareció en The Oprah Winfrey Show en 2006, donando US $ 1 millones a la Academia de Liderazgo para Niñas de Oprah Winfrey. En 2013, Blakely se convirtió en la primera mujer multimillonaria en unirse al "The Giving Pledge", el compromiso de Bill Gates y Warren Buffett, mediante el cual las personas más ricas del mundo donan al menos la mitad de su riqueza a la caridad. 
En 2019, Blakely pagó $ 162 500 en una subasta por los pantalones negros que usó Olivia Newton-John en Grease; cuyas ganancias beneficiaron al centro de tratamiento del cáncer de Newton-John en Melbourne, Australia.
En 2020, Blakely se comprometió a donar $ 5 000 000 para apoyar a las pequeñas empresas dirigidas por mujeres durante la pandemia de coronavirus.

## Vida personal
En 2008, Blakely se casó con Jesse Itzler, el cofundador de Marquis Jet, en el Gasparilla Inn and Club en Boca Grande, Florida, EE. UU. La pareja se conoció en un torneo Net Jet Poker. A la boda asistió el actor Matt Damon y contó con una actuación sorpresa de la cantante Olivia Newton-John. Juntos tienen cuatro hijos. A menudo hablan juntos en conferencias y eventos sobre negocios y estilo de vida. Ella es convertida al judaísmo.